# Танзанія на літніх Олімпійських іграх 1984
На XXIII літніх Олімпійських іграх, що проходили у Лос-Анжелесі у 1984 році, Танзанія була представлена 18 спортсменами (16 чоловіками та 2 жінками) у двох видах спорту — легка атлетика та бокс. Прапороносцем на церемоніях відкриття і закриття був боксер Майкл Нассоро.
Країна вп'яте за свою історію взяла участь у літніх Олімпійських іграх. Атлети Танзанії не завоювали жодної медалі.

## Бокс
Чоловіки
| Спортсмен      | Дисципліна  | 1 раунд            | 2 раунд                    | 3 раунд                    | Чвертьфінал                     | Півфінал           | Фінал              | Фінал      |
| Спортсмен      | Дисципліна  | Суперник Результат | Суперник Результат         | Суперник Результат         | Суперник Результат              | Суперник Результат | Суперник Результат | Місце      |
| -------------- | ----------- | ------------------ | -------------------------- | -------------------------- | ------------------------------- | ------------------ | ------------------ | ---------- |
| Давид Мваба    | до 51 кг    | Н/Д                | Чібоу Амна (ALG) W 5-0     | Джефф Фенеч (AUS) L 0-5    | не пройшов                      | не пройшов         | не пройшов         | не пройшов |
| Раджабу Гуссен | до 57 кг    | BYE                | Едвард Поллард (BAR) W 5-0 | Джон Ванджау (KEN) L 1-4   | не пройшов                      | не пройшов         | не пройшов         | не пройшов |
| Джума Бугінго  | до 63 кг    | BYE                | Кім Дон-Кіл (KOR) L RSC-2  | не пройшов                 | не пройшов                      | не пройшов         | не пройшов         | не пройшов |
| Нея Мкадала    | до 67 кг    | BYE                | Пітер Окуму (NGR) L 2-3    | не пройшов                 | не пройшов                      | не пройшов         | не пройшов         | не пройшов |
| Майкл Нассоро  | до 81 кг    | Н/Д                | Юга Ганнінен (FIN) W RSC-1 | Сьїваус Окелло (KEN) L 0-5 | не пройшов                      | не пройшов         | не пройшов         | не пройшов |
| Віллі Ісангура | понад 91 кг | Н/Д                | Н/Д                        | BYE                        | Франческо Даміані (ITA) L RSC-2 | не пройшов         | не пройшов         | 5          |

## Легка атлетика
Чоловіки
Трекові і шосейні дисципліки
| Закарія Баріє        | 5000 м  | 13:53.00 | 8 Q | Н/Д        | Н/Д        | 13:43.49   | 7          | не пройшов | не пройшов | не пройшов | не пройшов |
| Закарія Баріє        | 10000 м | 28:15.18 | 3 Q | Н/Д        | Н/Д        | Н/Д        | Н/Д        | 28:32.28   | 13         |            |            |
| Джума Ікангаа        | марафон | Н/Д      | Н/Д | Н/Д        | Н/Д        | Н/Д        | Н/Д        | 2:11:10    | 6          |            |            |
| Джеймс Ігохе         | 1500 м  | 3:39.62  | 6 Q | 3:41.57    | 10         | не пройшов | не пройшов | не пройшов | не пройшов |            |            |
| Ібрагім Джума Ківіна | 10000 м | 30:29.50 | 12  | не пройшов | не пройшов | не пройшов | не пройшов | не пройшов | не пройшов |            |            |
| Агапіус Масонг Амо   | марафон | Н/Д      | Н/Д | Н/Д        | Н/Д        | Н/Д        | Н/Д        | 2:16:25    | 21         |            |            |
| Закарія Намонге      | 1500 м  | 3:45.55  | 6   | не пройшов | не пройшов | не пройшов | не пройшов | не пройшов | не пройшов |            |            |
| Могамед Рутітінга    | 5000 м  | 14:27.78 | 10  | не пройшов | не пройшов | не пройшов | не пройшов | не пройшов | не пройшов |            |            |
| Гідаміс Шаганга      | 10000 м | 28:42.92 | 6   | не пройшов | не пройшов | не пройшов | не пройшов | не пройшов | не пройшов |            |            |
| Гідаміс Шаганга      | марафон | Н/Д      | Н/Д | Н/Д        | Н/Д        | Н/Д        | Н/Д        | 2:16:27    | 22         |            |            |
| Альфонс Сваї         | 5000 м  | 14:22.20 | 11  | не пройшов | не пройшов | не пройшов | не пройшов | не пройшов | не пройшов |            |            |

Польові дисципліни
| Спортсмен      | Дисципліна    | Кваліфікація | Кваліфікація | Фінал      | Фінал      |
| Спортсмен      | Дисципліна    | Відстань     | Місце        | Відстань   | Місце      |
| -------------- | ------------- | ------------ | ------------ | ---------- | ---------- |
| Закайо Малеква | метання списа | 75.18        | 19           | не пройшов | не пройшов |

Жінки
Трекові і шосейні дисципліни
| Спортсмен        | Дисципліна | Гіт       | Гіт   | Чвертьфінал | Чвертьфінал | Півфінал   | Півфінал   | Фінал      | Фінал      |
| Спортсмен        | Дисципліна | Результат | Місце | Результат   | Місце       | Результат  | Місце      | Результат  | Місце      |
| ---------------- | ---------- | --------- | ----- | ----------- | ----------- | ---------- | ---------- | ---------- | ---------- |
| Нзаелі Кйомо     | 100 м      | 12.26     | 5 Q   | 12.53       | 8           | не пройшла | не пройшла | не пройшла | не пройшла |
| Нзаелі Кйомо     | 200 м      | 24.68     | 25 q  | 25.11       | 8           | не пройшла | не пройшла | не пройшла | не пройшла |
| Гвінга Мванджала | 3000 м     | 9.42.66   | 10    | не пройшов  | не пройшов  | не пройшов | не пройшов | не пройшов | не пройшов |